# Kropfgrabenbach
Der Kropfgrabenbach ist ein Nebenfluss der Mur und gehört damit zum Flusssystem der Donau. Die Quelle befindet sich im Osten Fohnsdorfs (Rattenberg). Er nimmt den Brunngrabenbach auf und mündet in den Flatschacherbach.